# Ľuboš Zeman
Ľuboš Zeman (* 2. června 1949) je slovenský básník, textař, novinář a publicista. Jako textař napsal přibližně 500 textů k písním zpěvákům nebo hudebním skupinám (např. Karol Duchoň, Robo Grigorov, Vašo Patejdl, Ján Greguš, Elán, AC+ a jiným).

## Stručný životopis
V roce 1966 na gymnáziu začal ve školní kapele Monzún hrát na bicí. V období studia na gymnáziu začal psát slovenské texty ke skladbám zahraničních skupin jako např. Animals, Beatles a jiných. Psal také hudební recenze do novin jako např. Smena, Pravda nebo do Hudobného života a jiných časopisů.
V roce 1969 začal pracovat ve Slovenském rozhlase (působil zde třicet šest let). Později absolvoval Filozofickou fakultu Univerzity Komenského v Bratislavě, kterou v roce 1983 ukončil doktorátem.
V roce 1975 byla píseň Čardáš dvoch sŕdc, které napsal text, nazpíval ji zpěvák Karol Duchoň a hudbu složil Peter Hanzely, úspěšnou na festivalu v Tokiu, kde spolu s Karolem Duchoněm jako jeden z autorů taky vycestoval (Peter Hanzely se nemohl zúčastnit, protože mu za socialismu nedovolili vycestovat na soutěž).
V roce 1971 byl na album nahrán jeho první text – píseň V storočnej aleji, píseň nazpíval Ľuboš Novotný a hudbu složil Ladislav Gerhardt, je to první slovenská soulová píseň. V roce 1985 se v rozhlase stal vedoucím v redakci populární hudby.
V roce 2005 se stal výkonným ředitelem soukromé reklamní televize TVA, kde je také producentem (do té doby působil jako ředitel marketingu Slovenského rozhlasu). Od března 2006 byl členem Rozhlasové rady Slovenského rozhlasu. Do 29. října 2007 zde působil jako druhý podpředseda. V roce 2010 ukončil působení na postu výkonného ředitele soukromé reklamní televize TVA.
Působil jako porotce nebo rozhodčí v různých soutěžích a komisích.

## Ocenění (výběr)
9 zlatých, stříbrných a bronzových lyr, různé zahraniční ocenění
- 1975 cena na světovém festivalu pop-music Yamaha v Tokiu – píseň Čardáš dvoch sŕdc s hudbou Petra Hanzelyho, interpretovaná Karolem Duchoněm
- 1976 Zlatá Bratislavská lyra za píseň – Pár nôt – (Pavol Zelenay/Ľuboš Zeman), interpretovaná Janou Kocianovou
- 1976 Bronzová Bratislavská lyra za píseň – Lúčenie – (Ján Lehotský/Ľuboš Zeman), interpretovaná Věrou Špinarovou
- 1976 V mezinárodní soutěži na Bratislavské lyře za píseň – Pár nôt – (Pavol Zelenay/Ľuboš Zeman), interpretovaná Janou Kocianovou
- 1980 Stříbrná Bratislavská lyra za píseň – Kaskadér – (Vašo Patejdl/Ľuboš Zeman), interpretovaná skupinou Elán
- 1984 Zlatá Bratislavská lyra za píseň – Spútaná láskou – (Peter Hečko/Ľuboš Zeman), interpretovaná Júliou Hečkovou
- 1985 Stříbrná Bratislavská lyra za píseň – Chlapčenský úsmev – (Vašo Patejdl/Ľuboš Zeman), interpretovaná Vašem Patejdlem
- 1989 Cena novinářů na Bratislavské lyře za duet Beáty Dubasové a Vaša Patejdla za píseň Muzikantské byty spolu s autory hudby a textu – (Vašo Patejdl/Ľuboš Zeman).[11][12][13][14]

## Dílo (výběr)
- Ľuboš Zeman: Trištvrte na jeseň, vydalo nakladatelství Ikar v roce 2001, ISBN 80-551-0140-X, (sbírka básní, z kterých některé byli použity jako písně)
- Slávne texty slávnych piesní - Ľuboš Zeman (kniha+CD), Forza Music, 2008, ISBN 978-80-89359-08-0, (edice Slávne texty slávnych piesní),
- Ľuboš Zeman: Plač vo vetre, Ikar, 2010, ISBN 978-80-551-2293-9,

## Diskografie
- Všechny písně v Sezname písní, které jsou vydané na albech jednotlivých interpretů.
- 1999 Umenie žiť – Radio Bratislava, Sonnica, CD – výběrový album s texty Ľuboše Zemana nazpívané interprety: Vašo Patejdl, Júlia Hečková, Peter Hečko, Miroslav Žbirka, Jana Kocianová, Robo Grigorov, Karol Duchoň, Věra Špinarová...)